# 杜伊勒里花园音乐会
《杜伊勒里花园音乐会》（法語：La Musique aux Tuileries），又译「杜乐丽音乐会」或「花园音乐会」，是法国写实派与印象派画家愛德華·馬內创作于1862年的一幅布面油画。该画受哈尔斯和迭戈·委拉斯开兹的影响。而靈感可能受到波特萊爾的啓發，他寫過這樣的文句：「對於全神貫注的演員及感情充沛的觀察者而言，置身人群之中是一種無比的喜悅，正如坐看潮起潮落、享受轉動、瞬間及浩瀚無邊的感覺一般。」
休闲为其一生的创造主题之一。有人认为马奈没有完成该画。在这幅画里，马奈将他的朋友、艺术家、作家、音乐家及其家人包括画家自己画在作品中。显示在杜乐丽花园参加音乐会的情景。现藏于伦敦的英国国家美术馆。